# Paranaspia miniacea
Paranaspia miniacea là một loài bọ cánh cứng trong họ Cerambycidae.